# Australian Open de 2017
O Australian Open de 2017 foi um torneio de tênis disputado nas quadras duras do Melbourne Park, em Melbourne, na Austrália, entre 16 e 29 de janeiro. Corresponde à 49ª edição da era aberta e à 105ª de todos os tempos.
Em simples, os cabeças de chave nº 1 Andy Murray e Angelique Kerber caíram na quarta fase. Novak Djokovic, defensor do título masculino, saiu na segunda fase. As finais foram dominadas por duelos tradicionais, que não aconteciam em uma final de Grand Slam há tempos: Roger Federer contra Rafael Nadal e Venus Williams contra Serena Williams. O suíço levantou a taça da categoria, a 18ª, encerrando um jejum de quase cinco anos. Serena superou a irmã mais velha e reassumiu o número 1 do ranking da WTA, depois de poucos meses nas mãos de Angelique Kerber. Foi seu 23º título de Slam, ultrapassando outra alemã, Steffi Graf, e ficando a uma conquista de empatar com a australiana Margaret Court.
Nas duplas, duas parcerias debutaram em suas categorias: Henri Kontinen / John Peers e Abigail Spears / Juan Sebastián Cabal. Já Bethanie Mattek-Sands e Lucie Šafářová atingiram o quarto triunfo em Grand Slam, sendo este o segundo Australian Open delas.

## Transmissão
Esta é a lista de países e canais designados a transmitir o torneio durante a edição em questão:
Países lusófonos

| País(es) | Canal(is)   |
| -------- | ----------- |
| Brasil   | ESPN Brasil |
| Portugal | Eurosport   |

Resto do mundo
| País(es)                              | Canal(is)                              |
| Países avulsos                        |                                        |
| ------------------------------------- | -------------------------------------- |
| Austrália                             | Seven Network                          |
| Canadá                                | RDS [en] TSN                           |
| China                                 | CCTV-5 Great Sports Channel [en] iQIYI |
| Estados Unidos                        | ESPN Tennis Channel                    |
| Japão                                 | NHK Sportsnavi [ja] WOWOW              |
| México                                | ESPN (América Latina)                  |
| Nova Zelândia                         | Sky [en]                               |
| Tunísia                               | SuperSport                             |
| Regiões                               |                                        |
| África subsariana                     | SuperSport                             |
| América Central América do Sul Caribe | ESPN (América Latina)                  |
| Ásia Central                          | Eurosport                              |
| Ásia Meridional                       | Sony SIX [en]                          |
| Ásia Oriental Sudoeste Asiático       | Fox Sports (Ásia)                      |
| Europa                                | Eurosport                              |
| Oceania                               | Fiji One [en] Fox Sports (Ásia)        |
| Oriente Médio                         | beIN Sports                            |

## Pontuação e premiação

### Distribuição de pontos
ATP e WTA informam suas pontuações em Grand Slam, distintas entre si, em simples e em duplas. A ITF responde exclusivamente pelos juvenis e cadeirantes.
Considerado torneio amistoso, o de duplas mistas não gera pontos.
No juvenil, os simplistas jogam duas fases de qualificatório (eram três até 2014, no Slam australiano), mas só os que passam à chave principal pontuam. Em duplas, a pontuação é por jogador. A partir da fase com 16, os competidores recebem pontos adicionais de bônus (os valores da tabela já somam as duas pontuações).

#### Profissional
| Evento            | V    | F    | SF  | QF  | R16 | R32 | R64 | R128 | Q  | Q3 | Q2 | Q1 |
| Simples masculino | 2000 | 1200 | 720 | 360 | 180 | 90  | 45  | 10   | 25 | 16 | 8  | 0  |
| Duplas masculinas | 2000 | 1200 | 720 | 360 | 180 | 90  | 0   | —    | —  | —  | —  | —  |
| Simples feminino  | 2000 | 1300 | 780 | 430 | 240 | 130 | 70  | 10   | 40 | 30 | 20 | 2  |
| Duplas femininas  | 2000 | 1300 | 780 | 430 | 240 | 130 | 10  | —    | —  | —  | —  | —  |

| Evento            | V   | F   | SF  | QF  | R16 | R32 | R64 | Q  | Q2 | Q1 |
| Simples Masculino | 375 | 270 | 180 | 120 | 75  | 30  | 25* | 20 | 0  | 0  |
| Simples Feminino  | 375 | 270 | 180 | 120 | 75  | 30  | 25* | 20 | 0  | 0  |
| Duplas Masculinas | 270 | 180 | 120 | 75  | 45  | 0   | —   | —  | —  | —  |
| Duplas Femininas  | 270 | 180 | 120 | 75  | 45  | 0   | —   | —  | —  | —  |

| Evento               | V   | F   | SF/3º lugar | QF/4º lugar |
| Simples              | 800 | 500 | 375         | 100         |
| Simples tetraplégico | 800 | 500 | 375         | 100         |
| Duplas               | 800 | 500 | 100         | —           |
| Duplas tetraplégicas | 800 | 100 | —           | —           |

### Premiação
A premiação geral aumentou 14% em relação a 2016. Os títulos de simples tiveram um acréscimo de A$ 300.000 cada.
O número de participantes em simples se difere somente na fase qualificatória (128 homens contra 96 mulheres). Os valores para duplas são por par. Diferentemente da pontuação, não há recompensa aos vencedores do qualificatório.
Juvenis não são pagos. Outras disputas, como a de cadeirantes, não tiveram os valores detalhados; estão inclusos em "Outros eventos".
| Evento        | V            | F            | SF         | QF         | Últimos 16 | Últimos 32 | Últimos 64 | Últimos 128 | Q3        | Q2        | Q1        |
| Contemplados  | 1            | 1            | 2          | 4          | 8          | 16         | 32         | 64          | 16H / 12M | 32H / 24M | 64H / 48M |
| Simples (2)   | A$ 3.700.000 | A$ 1.900.000 | A$ 900.000 | A$ 440.000 | A$ 220.000 | A$ 130.000 | A$ 80.000  | A$ 50.000   | A$ 25.000 | A$ 12.500 | A$ 6.250  |
| Duplas (2)    | A$ 650.000   | A$ 325.000   | A$ 160.500 | A$ 80.000  | A$ 40.000  | A$ 23.000  | A$ 14.800  | —           | —         | —         | —         |
| Duplas mistas | A$ 150.500   | A$ 75.500    | A$ 37.500  | A$ 18.750  | A$ 9.000   | A$ 4.500   | —          | —           | —         | —         | —         |

Total dos eventos acima: A$ 45.695.200
Outros eventos + per diem (estimado): A$ 4.304.800
Total da premiação: A$ 50.000.000

## Cabeças de chave
Cabeças baseados(as) nos rankings de 9 de janeiro de 2017. Dados de Ranking e Pontos anteriores são de 16 de janeiro de 2017.
A colocação individual nos rankings de duplas masculinas e femininas ajudam a definir os cabeças de chaves nestas categorias e também na de mistas.
Em verde, o(s) cabeça(s) de chave campeão(ões). Em vermelho, o(s) vice-campeão(ões).

### Simples

#### Masculino
| Cabeça | Ranking | Jogador               | Pontos anteriores | Pontos a defender | Pontos conquistados | Nova pontuação | Eliminado na | Eliminado por              |
| ------ | ------- | --------------------- | ----------------- | ----------------- | ------------------- | -------------- | ------------ | -------------------------- |
| 1      | 1       | Andy Murray           | 12.560            | 1.200             | 180                 | 11.540         | 4ª fase      | Mischa Zverev              |
| 2      | 2       | Novak Djokovic        | 11.780            | 2.000             | 45                  | 9.825          | 2ª fase      | Denis Istomin [WC]         |
| 3      | 3       | Milos Raonic          | 5.290             | 720               | 360                 | 4.930          | QF           | Rafael Nadal [9]           |
| 4      | 4       | Stan Wawrinka         | 5.155             | 180               | 720                 | 5.695          | SF           | Roger Federer [17]         |
| 5      | 5       | Kei Nishikori         | 5.010             | 360               | 180                 | 4.830          | 4ª fase      | Roger Federer [17]         |
| 6      | 6       | Gaël Monfils          | 3.625             | 360               | 180                 | 3.445          | 4ª fase      | Rafael Nadal [9]           |
| 7      | 7       | Marin Čilić           | 3.605             | 90                | 45                  | 3.560          | 2ª fase      | Daniel Evans               |
| 8      | 8       | Dominic Thiem         | 3.415             | 90                | 180                 | 3.505          | 4ª fase      | David Goffin [11]          |
| 9      | 9       | Rafael Nadal          | 3.195             | 10                | 1.200               | 4.385          | F            | Roger Federer [17]         |
| 10     | 10      | Tomáš Berdych         | 3.060             | 360               | 90                  | 2.790          | 3ª fase      | Roger Federer [17]         |
| 11     | 11      | David Goffin          | 2.750             | 180               | 360                 | 2.930          | QF           | Grigor Dimitrov [15]       |
| 12     | 12      | Jo-Wilfried Tsonga    | 2.505             | 180               | 360                 | 2.685          | QF           | Stan Wawrinka [4]          |
| 13     | 14      | Roberto Bautista Agut | 2.350             | 180               | 180                 | 2.350          | 4ª fase      | Milos Raonic [3]           |
| 14     | 13      | Nick Kyrgios          | 2.460             | 90                | 45                  | 2.415          | 2ª fase      | Andreas Seppi              |
| 15     | 15      | Grigor Dimitrov       | 2.135             | 90                | 720                 | 2.765          | SF           | Rafael Nadal [9]           |
| 16     | 16      | Lucas Pouille         | 2.131             | 10                | 10                  | 2.131          | 1ª fase      | Alexander Bublik [Q]       |
| 17     | 17      | Roger Federer         | 1.980             | 720               | 2000                | 3260           | Campeão      | –                          |
| 18     | 18      | Richard Gasquet       | 1.885             | 0                 | 90                  | 1.975          | 3ª fase      | Grigor Dimitrov [15]       |
| 19     | 19      | John Isner            | 1.850             | 180               | 45                  | 1.715          | 2ª fase      | Mischa Zverev              |
| 20     | 21      | Ivo Karlović          | 1.795             | 10                | 90                  | 1.875          | 3ª fase      | David Goffin [11]          |
| 21     | 23      | David Ferrer          | 1.740             | 360               | 90                  | 1.470          | 3ª fase      | Roberto Bautista Agut [13] |
| 22     | 22      | Pablo Cuevas          | 1.780             | 45                | 10                  | 1.745          | 1ª fase      | Diego Schwartzman          |
| 23     | 20      | Jack Sock             | 1.810             | 45                | 90                  | 1.855          | 3ª fase      | Jo-Wilfried Tsonga [12]    |
| 24     | 24      | Alexander Zverev      | 1.655             | 10                | 90                  | 1.735          | 3ª fase      | Rafael Nadal [9]           |
| 25     | 25      | Gilles Simon          | 1.585             | 180               | 90                  | 1.495          | 3ª fase      | Milos Raonic [3]           |
| 26     | 26      | Albert Ramos Viñolas  | 1.435             | 45                | 10                  | 1.400          | 1ª fase      | Lukáš Lacko [Q]            |
| 27     | 27      | Bernard Tomic         | 1.420             | 180               | 90                  | 1.330          | 3ª fase      | Daniel Evans               |
| 28     | 29      | Feliciano López       | 1.410             | 90                | 10                  | 1.330          | 1ª fase      | Fabio Fognini              |
| 29     | 35      | Viktor Troicki        | 1.225             | 90                | 90                  | 1.225          | 3ª fase      | Stan Wawrinka [4]          |
| 30     | 31      | Pablo Carreño Busta   | 1.370             | 10                | 90                  | 1.450          | 3ª fase      | Denis Istomin [WC]         |
| 31     | 32      | Sam Querrey           | 1.355             | 10                | 90                  | 1.435          | 3ª fase      | Andy Murray [1]            |
| 32     | 33      | Philipp Kohlschreiber | 1.325             | 10                | 90                  | 1.405          | 3ª fase      | Gaël Monfils [6]           |

#### Feminino
| Cabeça | Ranking | Jogadora                 | Pontos anteriores | Pontos a defender | Pontos conquistados | Nova pontuação | Eliminada na | Eliminada por                 |
| ------ | ------- | ------------------------ | ----------------- | ----------------- | ------------------- | -------------- | ------------ | ----------------------------- |
| 1      | 1       | Angelique Kerber         | 8.875             | 2.000             | 240                 | 7.115          | 4ª fase      | Coco Vandeweghe               |
| 2      | 2       | Serena Williams          | 7.080             | 1.300             | 2.000               | 7.780          | Campeã       | –                             |
| 3      | 3       | Agnieszka Radwańska      | 5.625             | 780               | 70                  | 4.915          | 2ª fase      | Mirjana Lučić-Baroni          |
| 4      | 4       | Simona Halep             | 5.073             | 10                | 10                  | 5.073          | 1ª fase      | Shelby Rogers                 |
| 5      | 5       | Karolína Plíšková        | 4.970             | 130               | 430                 | 5.270          | QF           | Mirjana Lučić-Baroni          |
| 6      | 6       | Dominika Cibulková       | 4.865             | 10                | 130                 | 4.985          | 3ª fase      | Ekaterina Makarova [30]       |
| 7      | 7       | Garbiñe Muguruza         | 4.420             | 130               | 430                 | 4.720          | QF           | Coco Vandeweghe               |
| 8      | 10      | Svetlana Kuznetsova      | 3.745             | 70                | 240                 | 3.915          | 4ª fase      | Anastasia Pavlyuchenkova [24] |
| 9      | 9       | Johanna Konta            | 4.055             | 780               | 430                 | 3.705          | QF           | Serena Williams [2]           |
| 10     | 12      | Carla Suárez Navarro     | 2.985             | 430               | 70                  | 2.625          | 2ª fase      | Sorana Cîrstea                |
| 11     | 13      | Elina Svitolina          | 2.895             | 70                | 130                 | 2.955          | 3ª fase      | Anastasia Pavlyuchenkova [24] |
| 12     | 15      | Timea Bacsinszky         | 2.347             | 70                | 130                 | 2.407          | 3ª fase      | Daria Gavrilova [22]          |
| 13     | 17      | Venus Williams           | 2.240             | 10                | 1.300               | 3.530          | F            | Serena Williams [2]           |
| 14     | 18      | Elena Vesnina            | 2.229             | 2                 | 130                 | 2.357          | 3ª fase      | Jennifer Brady [Q]            |
| 15     | 19      | Roberta Vinci            | 2.210             | 130               | 10                  | 2.090          | 1ª fase      | Coco Vandeweghe               |
| 16     | 16      | Barbora Strýcová         | 2.295             | 240               | 240                 | 2.295          | 4ª fase      | Serena Williams [2]           |
| 17     | 20      | Caroline Wozniacki       | 2.175             | 10                | 130                 | 2.295          | 3ª fase      | Johanna Konta [9]             |
| 18     | 21      | Samantha Stosur          | 2.016             | 10                | 10                  | 2.016          | 1ª fase      | Heather Watson                |
| 19     | 22      | Kiki Bertens             | 1.956             | 10                | 10                  | 1.956          | 1ª fase      | Varvara Lepchenko             |
| 20     | 23      | Zhang Shuai              | 1.885             | 470               | 70                  | 1.485          | 2ª fase      | Alison Riske                  |
| 21     | 24      | Caroline Garcia          | 1.765             | 10                | 130                 | 1.885          | 3ª fase      | Barbora Strýcová [16]         |
| 22     | 26      | Daria Gavrilova          | 1.665             | 240               | 240                 | 1.665          | 4ª fase      | Karolína Plíšková [5]         |
| 23     | 25      | Daria Kasatkina          | 1.700             | 130               | 10                  | 1.580          | 1ª fase      | Peng Shuai                    |
| 24     | 27      | Anastasia Pavlyuchenkova | 1.620             | 10                | 430                 | 2.040          | QF           | Venus Williams [13]           |
| 25     | 28      | Tímea Babos              | 1.545             | 70                | 10                  | 1.485          | 1ª fase      | Nicole Gibbs                  |
| 26     | 30      | Laura Siegemund          | 1.502             | 130               | 10                  | 1.382          | 1ª fase      | Jelena Janković               |
| 27     | 29      | Irina-Camelia Begu       | 1.502             | 10                | 70                  | 1.562          | 2ª fase      | Kristýna Plíšková             |
| 28     | 43      | Alizé Cornet             | 1.242             | 70                | 70                  | 1.242          | 2ª fase      | Maria Sakkari                 |
| 29     | 46      | Mónica Puig              | 1.215             | 130               | 70                  | 1.155          | 2ª fase      | Mona Barthel [Q]              |
| 30     | 34      | Ekaterina Makarova       | 1.377             | 240               | 240                 | 1.377          | 4ª fase      | Johanna Konta [9]             |
| 31     | 31      | Yulia Putintseva         | 1.450             | 130               | 70                  | 1.390          | 2ª fase      | Jeļena Ostapenko              |
| 32     | 33      | Anastasija Sevastova     | 1.425             | 110               | 130                 | 1.445          | 3ª fase      | Garbiñe Muguruza [7]          |

##### Desistências
| Ranking | Jogadora          | Pontos anteriores | Pontos a defender | Nova pontuação | Motivo                  |
| ------- | ----------------- | ----------------- | ----------------- | -------------- | ----------------------- |
| 8       | Madison Keys      | 4.137             | 240               | 3.897          | Lesão no punho esquerdo |
| 11      | Petra Kvitová     | 3.485             | 70                | 3.415          | Lesão na mão esquerda   |
| 14      | Victoria Azarenka | 2.591             | 430               | 2.161          | Maternidade             |

### Duplas
| Cabeça | Ranking | Equipe                | Equipe                 |
| ------ | ------- | --------------------- | ---------------------- |
| 1      | 3       | Pierre-Hugues Herbert | Nicolas Mahut          |
| 2      | 7       | Jamie Murray          | Bruno Soares           |
| 3      | 10      | Bob Bryan             | Mike Bryan             |
| 4      | 16      | Henri Kontinen        | John Peers             |
| 5      | 23      | Feliciano López       | Marc López             |
| 6      | 23      | Raven Klaasen         | Rajeev Ram             |
| 7      | 31      | Łukasz Kubot          | Marcelo Melo           |
| 8      | 32      | Daniel Nestor         | Édouard Roger-Vasselin |
| 9      | 34      | Ivan Dodig            | Marcel Granollers      |
| 10     | 43      | Treat Huey            | Max Mirnyi             |
| 11     | 46      | Jean-Julien Rojer     | Horia Tecău            |
| 12     | 54      | Vasek Pospisil        | Radek Štěpánek         |
| 13     | 55      | Mate Pavić            | Alexander Peya         |
| 14     | 60      | Juan Sebastián Cabal  | Robert Farah           |
| 15     | 61      | Rohan Bopanna         | Pablo Cuevas           |
| 16     | 68      | Dominic Inglot        | Florin Mergea          |

| Cabeça | Ranking | Equipe                | Equipe              |
| ------ | ------- | --------------------- | ------------------- |
| 1      | 6       | Caroline Garcia       | Kristina Mladenovic |
| 2      | 9       | Bethanie Mattek-Sands | Lucie Šafářová      |
| 3      | 13      | Ekaterina Makarova    | Elena Vesnina       |
| 4      | 19      | Sania Mirza           | Barbora Strýcová    |
| 5      | 23      | Martina Hingis        | Coco Vandeweghe     |
| 6      | 24      | Chan Hao-ching        | Chan Yung-jan       |
| 7      | 27      | Julia Görges          | Karolína Plíšková   |
| 8      | 39      | Vania King            | Yaroslava Shvedova  |
| 9      | 39      | Monica Niculescu      | Abigail Spears      |
| 10     | 43      | Lucie Hradecká        | Kateřina Siniaková  |
| 11     | 43      | Raquel Atawo          | Xu Yifan            |
| 12     | 50      | Andrea Hlaváčková     | Peng Shuai          |
| 13     | 50      | Katarina Srebotnik    | Zheng Saisai        |
| 14     | 52      | Kiki Bertens          | Johanna Larsson     |
| 16     | 72      | Darija Jurak          | Anastasia Rodionova |

| Cabeça | Ranking | Equipe          | Equipe         |
| ------ | ------- | --------------- | -------------- |
| 15     | 60      | Serena Williams | Venus Williams |

#### Mistas
| Cabeça | Ranking | Equipe                | Equipe                 |
| ------ | ------- | --------------------- | ---------------------- |
| 1      | 6       | Bethanie Mattek-Sands | Mike Bryan             |
| 2      | 16      | Sania Mirza           | Ivan Dodig             |
| 3      | 26      | Andrea Hlaváčková     | Édouard Roger-Vasselin |
| 4      | 33      | Chan Hao-ching        | Max Mirnyi             |
| 5      | 35      | Chan Yung-jan         | Łukasz Kubot           |
| 6      | 36      | Kateřina Siniaková    | Bruno Soares           |
| 7      | 46      | Lucie Hradecká        | Radek Štěpánek         |
| 8      | 49      | Barbora Krejčíková    | Rajeev Ram             |

## Convidados à chave principal

### Simples
| Masculino | Feminino |
| --- | --- |
| - Alex De Minaur - Sam Groth - Quentin Halys - Denis Istomin - Omar Jasika - Michael Mmoh - Christopher O'Connell - Andrew Whittington | - Destanee Aiava - Ashleigh Barty - Lizette Cabrera - Kayla Day - Jaimee Fourlis - Myrtille Georges - Luksika Kumkhum - Arina Rodionova |

### Duplas
| Masculinas | Femininas | Mistas |
| --- | --- | --- |
| - Matthew Barton / Matthew Ebden - Alex Bolt / Bradley Mousley - Alex De Minaur / Max Purcell - Hsieh Cheng-peng / Yang Tsung-hua - Marc Polmans / Andrew Whittington - Matt Reid / John-Patrick Smith - Luke Saville / Jordan Thompson | - Destanee Aiava / Alicia Smith - Alison Bai / Lizette Cabrera - Ashleigh Barty / Casey Dellacqua - Kimberly Birrell / Priscilla Hon - Chan Chin-wei / Junri Namigata - Jessica Moore / Storm Sanders - Ellen Perez / Olivia Tjandramulia | - Destanee Aiava / Marc Polmans - Casey Dellacqua / Matt Reid - Daria Gavrilova / Luke Saville - Martina Hingis / Leander Paes - Pauline Parmentier / Nicolas Mahut - Sally Peers / John Peers - Arina Rodionova / John-Patrick Smith - Samantha Stosur / Sam Groth |

## Qualificados à chave principal
O qualificatório aconteceu no Melbourne Park entre 11 e 14 de janeiro de 2017.

### Simples
| Masculino | Feminino |
| --- | --- |
| 1. Radek Štěpánek 2. Frances Tiafoe 3. Go Soeda 4. Andrey Rublev 5. Alexander Bublik 6. Bjorn Fratangelo 7. Ernesto Escobedo 8. Ivan Dodig 9. Thomas Fabbiano 10. Lukáš Lacko 11. Noah Rubin 12. Luca Vanni 13. Jürgen Melzer 14. Blake Mott 15. Alex Bolt 16. Reilly Opelka | 1. Stefanie Vögele 2. Anna Blinkova 3. Natalia Vikhlyantseva 4. Jennifer Brady 5. Aliaksandra Sasnovich 6. Julia Boserup 7. Rebecca Šramková 8. Mona Barthel 9. Eri Hozumi 10. Elizaveta Kulichkova 11. Ana Bogdan 12. Zhu Lin |

Lucky losers
| 1. Peter Polansky | 1. Maryna Zanevska |

## Eliminações em simples

### Masculino
| Final                      | Final                      | Final                   | Final                    |
| -------------------------- | -------------------------- | ----------------------- | ------------------------ |
| Rafael Nadal [9]           |                            |                         |                          |
| Semifinais                 |                            |                         |                          |
| Stan Wawrinka [4]          | Stan Wawrinka [4]          | Grigor Dimitrov [15]    | Grigor Dimitrov [15]     |
| Quartas de final           |                            |                         |                          |
| Mischa Zverev              | Jo-Wilfried Tsonga [12]    | Milos Raonic [3]        | David Goffin [11]        |
| Quarta fase                |                            |                         |                          |
| Andy Murray [1]            | Kei Nishikori [5]          | Andreas Seppi           | Daniel Evans             |
| Gaël Monfils [6]           | Roberto Bautista Agut [13] | Dominic Thiem [8]       | Denis Istomin (WC)       |
| Terceira fase              |                            |                         |                          |
| Sam Querrey [31]           | Malek Jaziri               | Tomáš Berdych [10]      | Lukáš Lacko (Q)          |
| Viktor Troicki [29]        | Steve Darcis               | Jack Sock [23]          | Bernard Tomic [27]       |
| Philipp Kohlschreiber [32] | Alexander Zverev [24]      | David Ferrer [21]       | Gilles Simon [25]        |
| Benoît Paire               | Ivo Karlović [20]          | Richard Gasquet [18]    | Pablo Carreño Busta [30] |
| Segunda fase               |                            |                         |                          |
| Andrey Rublev (Q)          | Alex De Minaur (WC)        | John Isner [19]         | Alexander Bublik (Q)     |
| Ryan Harrison              | Noah Rubin (Q)             | Dudi Sela               | Jérémy Chardy            |
| Steve Johnson              | Paolo Lorenzi              | Diego Schwartzman       | Nick Kyrgios [14]        |
| Dušan Lajović              | Karen Khachanov            | Víctor Estrella Burgos  | Marin Čilić [7]          |
| Alexandr Dolgopolov        | Donald Young               | Frances Tiafoe (Q)      | Marcos Baghdatis         |
| Yoshihito Nishioka         | Ernesto Escobedo (Q)       | Rogério Dutra Silva     | Gilles Müller            |
| Jordan Thompson            | Fabio Fognini              | Andrew Whittington (WC) | Radek Štěpánek (Q)       |
| Chung Hyeon                | Carlos Berlocq             | Kyle Edmund             | Novak Djokovic [2]       |
| Primeira fase              |                            |                         |                          |
| Illya Marchenko            | Lu Yen-hsun                | Gerald Melzer           | Quentin Halys (WC)       |
| Konstantin Kravchuk        | Guillermo García-López     | Go Soeda (Q)            | Lucas Pouille [16]       |
| Luca Vanni (Q)             | Nicolas Mahut              | Bjorn Fratangelo (Q)    | Jürgen Melzer (Q)        |
| Albert Ramos Viñolas [26]  | Marcel Granollers          | Nicolás Almagro         | Andrey Kuznetsov         |
| Martin Kližan              | Federico Delbonis          | James Duckworth         | Damir Džumhur            |
| Pablo Cuevas [22]          | Sam Groth (WC)             | Paul-Henri Mathieu      | Gastão Elias             |
| Thiago Monteiro            | Stéphane Robert            | Adrian Mannarino        | Pierre-Hugues Herbert    |
| Thomaz Bellucci            | Aljaž Bedene               | Facundo Bagnis          | Jerzy Janowicz (PR)      |
| Jiří Veselý                | Borna Ćorić                | Thomas Fabbiano (Q)     | Nikoloz Basilashvili     |
| Robin Haase                | Mikhail Kukushkin          | Mikhail Youzhny         | Florian Mayer            |
| Guido Pella                | Alex Bolt (Q)              | Daniil Medvedev         | Omar Jasika (WC)         |
| Michael Mmoh (WC)          | Jared Donaldson            | Taylor Fritz            | Dustin Brown             |
| Jan-Lennard Struff         | João Sousa                 | Tommy Haas (PR)         | Feliciano López [28]     |
| Horacio Zeballos           | Adam Pavlásek              | Dmitry Tursunov (PR)    | Reilly Opelka (Q)        |
| Christopher O'Connell (WC) | Renzo Olivo                | Radu Albot              | Blake Mott (Q)           |
| Peter Polansky (LL)        | Santiago Giraldo           | Ivan Dodig (Q)          | Fernando Verdasco        |

### Feminino
| Final                     | Final                         | Final                   | Final                     |
| ------------------------- | ----------------------------- | ----------------------- | ------------------------- |
| Venus Williams [13]       |                               |                         |                           |
| Semifinais                |                               |                         |                           |
| Coco Vandeweghe           | Coco Vandeweghe               | Mirjana Lučić-Baroni    | Mirjana Lučić-Baroni      |
| Quartas de final          |                               |                         |                           |
| Garbiñe Muguruza [7]      | Anastasia Pavlyuchenkova [24] | Karolína Plíšková [5]   | Johanna Konta [9]         |
| Quarta fase               |                               |                         |                           |
| Angelique Kerber [1]      | Sorana Cîrstea                | Mona Barthel (Q)        | Svetlana Kuznetsova [8]   |
| Daria Gavrilova [22]      | Jennifer Brady (Q)            | Ekaterina Makarova [30] | Barbora Strýcová [16]     |
| Terceira fase             |                               |                         |                           |
| Kristýna Plíšková         | Eugenie Bouchard              | Alison Riske            | Anastasija Sevastova [32] |
| Ashleigh Barty (WC)       | Duan Yingying                 | Elina Svitolina [11]    | Jelena Janković           |
| Jeļena Ostapenko          | Timea Bacsinszky [12]         | Elena Vesnina [14]      | Maria Sakkari             |
| Dominika Cibulková [6]    | Caroline Wozniacki [17]       | Caroline Garcia [21]    | Nicole Gibbs              |
| Segunda fase              |                               |                         |                           |
| Carina Witthöft           | Irina-Camelia Begu [27]       | Peng Shuai              | Pauline Parmentier        |
| Carla Suárez Navarro [10] | Zhang Shuai [20]              | Kristína Kučová         | Samantha Crawford         |
| Shelby Rogers             | Monica Puig [29]              | Varvara Lepchenko       | Stefanie Vögele (Q)       |
| Julia Boserup (Q)         | Natalia Vikhlyantseva (Q)     | Julia Görges            | Jaimee Fourlis (WC)       |
| Anna Blinkova (Q)         | Yulia Putintseva [31]         | Ana Konjuh              | Danka Kovinić             |
| Mandy Minella             | Heather Watson                | Alizé Cornet [28]       | Agnieszka Radwańska [3]   |
| Hsieh Su-wei              | Sara Errani                   | Donna Vekić             | Naomi Osaka               |
| Andrea Petkovic           | Océane Dodin                  | Irina Falconi           | Lucie Šafářová            |
| Primeira fase             |                               |                         |                           |
| Lesia Tsurenko            | Eri Hozumi (Q)                | Viktorija Golubic       | Yaroslava Shvedova        |
| Daria Kasatkina [23]      | Louisa Chirico                | Misaki Doi              | Roberta Vinci [15]        |
| Jana Čepelová             | Irina Khromacheva             | Madison Brengle         | Aliaksandra Sasnovich (Q) |
| Nao Hibino                | Christina McHale              | Lauren Davis            | Marina Erakovic           |
| Simona Halep [4]          | Annika Beck                   | Destanee Aiava (WC)     | Patricia Maria Țig        |
| Kiki Bertens [19]         | Rebecca Šramková (Q)          | Kurumi Nara             | Kateryna Kozlova          |
| Galina Voskoboeva (PR)    | Francesca Schiavone           | Vania King              | Evgeniya Rodina           |
| Laura Siegemund [26]      | Kateřina Siniaková            | Anna Tatishvili (PR)    | Mariana Duque Mariño      |
| Sara Sorribes Tormo       | Monica Niculescu              | Zhu Lin (Q)             | Lara Arruabarrena         |
| Naomi Broady              | Kristina Mladenovic           | Zheng Saisai            | Camila Giorgi             |
| Ana Bogdan (Q)            | Magda Linette                 | Maryna Zanevska (LL)    | Samantha Stosur [18]      |
| Myrtille Georges (WC)     | Anett Kontaveit               | Wang Qiang              | Tsvetana Pironkova        |
| Denisa Allertová          | Karin Knapp (PR)              | Risa Ozaki              | Ekaterina Alexandrova     |
| Arina Rodionova (WC)      | Lizette Cabrera (WC)          | Luksika Kumkhum (WC)    | Kirsten Flipkens          |
| Elizaveta Kulichkova (Q)  | Kayla Day (WC)                | Çağla Büyükakçay        | Kateryna Bondarenko       |
| Tímea Babos [25]          | Han Xinyun                    | Yanina Wickmayer        | Belinda Bencic            |

## Finais

### Profissional
| Categoria | Evento    | Campeã(s)(o/ões)                     | Vice-campeã(s)(o/ões)        | Resultado               | Chave(s)  | Chave(s)       |
| --------- | --------- | ------------------------------------ | ---------------------------- | ----------------------- | --------- | -------------- |
| Simples   | Masculino | Roger Federer                        | Rafael Nadal                 | 6–4, 3–6, 6–1, 3–6, 6–3 | principal | qualificatório |
| Simples   | Feminino  | Serena Williams                      | Venus Williams               | 6–4, 6–4                | principal | qualificatório |
| Duplas    | Masculino | Henri Kontinen John Peers            | Bob Bryan Mike Bryan         | 7–5, 7–5                | principal | principal      |
| Duplas    | Feminino  | Bethanie Mattek-Sands Lucie Šafářová | Andrea Hlaváčková Peng Shuai | 46–7, 6–3, 6–3          | principal | principal      |
| Duplas    | Misto     | Abigail Spears Juan Sebastián Cabal  | Sania Mirza Ivan Dodig       | 6–2, 6–4                | principal | principal      |

### Juvenil
| Categoria | Evento    | Campeã(s)(o/ões)                  | Vice-campeã(s)(o/ões)       | Resultado         | Chave(s)  | Chave(s)       |
| --------- | --------- | --------------------------------- | --------------------------- | ----------------- | --------- | -------------- |
| Simples   | Masculino | Zsombor Piros                     | Yishai Oliel                | 4–6, 6–4, 6–3     | principal | qualificatório |
| Simples   | Feminino  | Marta Kostyuk                     | Rebeka Masarova             | 7–5, 1–6, 6–4     | principal | qualificatório |
| Duplas    | Masculino | Hsu Yu-hsiou Zhao Lingxi          | Finn Reynolds Duarte Vale   | 86–7, 6–4, [10–5] | principal | principal      |
| Duplas    | Feminino  | Bianca Andreescu Carson Branstine | Maja Chwalińska Iga Świątek | 6–1, 7–64         | principal | principal      |

### Cadeirante
| Categoria | Evento       | Campeã(s)(o/ões)               | Vice-campeã(s)(o/ões)          | Resultado        | Chave     |
| --------- | ------------ | ------------------------------ | ------------------------------ | ---------------- | --------- |
| Simples   | Masculino    | Gustavo Fernández              | Nicolas Peifer                 | 3–6, 6–2, 6–0    | principal |
| Simples   | Feminino     | Yui Kamiji                     | Jiske Griffioen                | 26–7, 6–3, 6–3   | principal |
| Simples   | Tetraplégico | Dylan Alcott                   | Andy Lapthorne                 | 6–2, 6–2         | principal |
| Duplas    | Masculino    | Joachim Gérard Gordon Reid     | Gustavo Fernández Alfie Hewett | 6–3, 3–6, [10–3] | principal |
| Duplas    | Feminino     | Jiske Griffioen Aniek van Koot | Diede de Groot Yui Kamiji      | 6–3, 6–2         | principal |
| Duplas    | Tetraplégico | Andy Lapthorne David Wagner    | Dylan Alcott Heath Davidson    | 6–3, 6–3         | principal |